# Oficial (película de 2018)
Oficial es una película dirigida por el director Gulshan Singh. El filme lo protagonizan los actores  Tarsem Jassar, Nimrat Khaira, Gurpreet Ghuggi, Karamjit Anmol.

## Reparto
- Tarsem Jassar como Jaspal Singh
- Nimrat Khaira como Harman
- Gurpreet Ghuggi como  Mastar Joga Singh
- Karamjit Anmol como Bharpur Singh Patwari
- Pukhraj Bhalla como Jaspal's friend
- Prince Kanwaljit Singh
- Nirmal Rishi
- Parkash Gadhu como Shopkeeper
- Rana Jung Bahadur como Jaila
- Vijay Tandon como Shopkeeper
- Gurnam Bhullar
- Himanshi Khurana